# 得利寺镇
得利寺镇，是中华人民共和国辽宁省大連市瓦房店市下辖的一个乡镇级行政单位。

## 行政区划
得利寺镇下辖以下地区：
崔屯村、得利寺村、龙潭村、西李屯村、小屯村、蔡房身村、卢屯村和得利寺农场生活区。